# 戦闘車 (バラエティ番組)
『戦闘車』（せんとうしゃ）は、2017年10月6日からAmazonプライム・ビデオにて配信されているバラエティ番組。制作元は吉本興業およびYD Creation。

## 概要
ダウンタウン・浜田雅功らが自動車合戦を競うバトルゲームバラエティ番組。
第1弾では千原兄弟・千原ジュニアと対決、第2弾では前回負けたジュニアを吸収し、新たにナインティナイン・矢部浩之と対決する。なお、第1弾の時点では浜田が、第2弾の時点では矢部がAmazonPrimeの番組初登場となる。
タカハシレーシングの全面協力により、芸能人自身によるカースタントが全編に展開される。静岡県裾野市にあるタカハシレーシングの管理地「オールラウンドV裾野」に競技コースを造成し、出演者の安全に充分配慮しながら収録している。
同番組では「デンジャー（危険）」と「エンターテイメント」を合わせた「デンジャーテイメント」と称しており、あまりの危険さから地上波放送CMでは20秒程度しかシーンが流せないなどと称している。また、配信サイトおよび番組冒頭で「当番組はプロのカースタント監修のもと安全に配慮して制作しております。危険を伴いますので絶対に真似しないでください。」とのアナウンスがされている。

## ルール

### 戦闘車
戦国時代の合戦をテーマとしたコースで争われる。戦いは4つあり、3つ目までは勝利軍は相手から好きな戦闘車を1台強奪することができる。また、走行不能となった戦闘車はその場で廃車・離脱となる。最終種目では残った戦闘車全てを使い、先に相手の戦闘車全てを戦闘不能にした軍の勝利。
最終的に浜田軍が勝利し、負けたジュニア軍は足軽の武藤を差しだし、戦闘車ごと爆破・「戦死」した。また、負けた軍の大将であるジュニアは磔、足軽たちは落ち武者として石抱や子どもたちから石を投げられる屈辱を受けた。
死ぬかもしれない其ノ一 寸止めの関
2台同時に関所の壁に向かって走り、ブレーキラインを超えてからブレーキをかけ、より壁に近づけた方の勝利。ただし、壁に接触・スピード測定時に時速40km未満・ブレーキラインより手前でブレーキをかけた場合は失格。両者失格の場合はドロー。なお、壁を破壊したその先には傾斜60度の崖が待っており、止まるのに失敗した場合は落下する危険がある。
足軽全員による8戦勝負を行い、勝利数の多い軍の勝利。
死ぬかもしれない其ノ二 地獄街道
全長1kmの特設コースを使ったレース勝負。スタートから順に
1. 傾斜角60度の「地獄坂」
2. ヘアピンカーブ
3. 登り坂からの高さ50cmのジャンプ台
4. 傾斜30度の「地獄バンク」
5. 濡れた鉄板を敷き詰めて滑りやすい急カーブ
6. 丸太を敷き詰めたデコボコ道
7. 爆破地帯
8. 巨大な石が待ち構えるエリア

を通りゴールとなる。先に到着したチームが勝利となり、相手との時間差1秒につき1ポイント（1秒未満でも1ポイント）を獲得。ただし、上限は10ポイントまで。また、相手車が戦闘不能となった場合も10ポイント。8戦行い、獲得ポイントの多い軍の勝利。なお、第一戦で車が強奪されている場合は代車として高橋レーシング所有のスタント練習用車 トヨタ・ヴェロッサが貸し出される。
本当に死ぬかもしれない其ノ三 浪漫飛行
助走距離30mから150cmの高さのジャンプ台でジャンプする。相手より1cmでも遠くに飛んだ方が勝利。代表者1人によるタイマン勝負。落下時の衝撃のため、確実に廃車となる。
死ぬ其ノ四 相撲DEATH
鉄板を敷き詰めた四角い土俵の上で両軍の戦闘車同士による相撲を行う。車輪が土俵から落ちるか走行不能となった時点で勝負あり。柔道同様の勝ち抜き戦を行い、先に相手の戦闘車を全滅させた軍の勝利。

### 戦闘車2
前回と変わり19世紀アメリカをテーマとしたコースで争われ、さらに前述のタカハシレーシング所有コースだけでなく芝生のコースも用意した。そのため2日間収録に規模がアップしている。
使用車は前回のような高級車ではなく、基本的に4WD車（車種は明かしていないものの、各車ごとに個体差あり）・小型自動車（横転グランプリのみ）で統一し、色も白の国産車（浜田軍）・黒のアメリカ車（矢部軍）で統一している。
5ゲーム行い、合計の獲得得点が多いチームの勝利。負けたチームには前回同様罰が執行される。また、前回は指揮のみだった両軍大将（浜田・矢部）もゲームに参加する。
戦闘車サッカー
125m×92mの特設競技場で車をサッカー選手に見立てサッカーを行う（会場の関係上、コートは長方形ではない）。ボールは直径150cm、重さ40kgの発泡スチロール製の特製ボールを使用。
両軍戦闘車は6台出場するが、うち3台はFWとしてエリア全域を走れる（区別のため軍旗がついている）が、2台はDFとしてフィールド中央のハーフウェーラインまでしか走れない。また、GKは両軍ペナルティエリア内のみ移動可能だが、このゲームのみの特殊車両として装甲車（浜田軍 運転は専門のドライバーが行い、プレイヤーは指示を行う）、ハマー（矢部軍）を操作する。
故障車が出た場合は控えの車両を1台のみ使うことができ、2台以上故障した場合はその分メンバーが減る。また、あまりにもラフプレーが過ぎる場合はイエローカードが提示され、2枚貯まると退場となる。
ゴールの幅は21mだが、櫓を支える3本の柱があり当たっても無効。ボールがゴールラインに少しでもかかればゴールとなる。20分ハーフの前後半制で行い、1点につき10ポイント獲得。
戦闘車棒倒し
第1戦で使われた特殊車両を除く6台のうち残っている車で対決。制限時間30分以内に相手陣地にある木で作られた櫓を倒すことを目指すゲーム。棒を1本倒すと10ポイント、どちらかが3本倒した時点で終了となり、パーフェクトボーナス10ポイントを加えた40ポイントを獲得。1本倒すごとに仕切り直しとなる。
それぞれの棒の距離は110m、棒の前には高さ1m、棒までの距離5mのジャンプ台があり、恐怖に打ち勝ってジャンプする度胸も求められる。また、エリア内には牧草ロールが点在しており、攻防に利用できる。
戦闘車カーリング
助走区間20m、ローションがまかれたリンク43mの巨大カーリングセットを使って行うカーリング。ここまでに残った戦闘車に新たに1台追加して行う。
助走区間でのスピードは自由だが、ローション区間に入ったと同時にブレーキをかけ、完全に停止するまでタイヤロックしなければならない。停止後はギアをニュートラルに入れ、アクセル・ブレーキの使用もできない。また、リンクの先には絶壁が待っており、行きすぎた場合は転落する可能性がある。なお、通常はドライバーもエンド終了までそのまま残るが、進入方向に運転席が向いた場合は事故防止のため退出が認められる。
通常のカーリングと異なり、エンド終了時点で青いゾーンに車輪が入っていれば5ポイント、中心の赤いゾーンに車輪が入っていれば10ポイントとなる。
1エンドごとに3台、3エンド行いその合計得点を競う。ただし、故障により所持台数が2台以下となった場合はその台数しか使うことができない。
戦闘車横転グランプリ
マニュアルミッションのレーシングカーを使い、ジャンプ台に乗り上げどれだけ横転できるかを競う。1回転で10ポイント、半回転で5ポイント。ただし、横転後1分以内に自分でシートベルトを外し「元気ポーズ」を見せることが出来なければ失格となる。
各チーム2回挑戦するが、1人は「特殊兵」としてタカハシレーシング（浜田軍）・シールズ（矢部軍）の現役スタントマン1人が挑戦する。
戦闘車連結猛レース
各軍の車を3mの鎖でつなぎ、2連結車・3連結車を1台ずつ結成。各車両とも先頭車両のみアクセル・ブレーキが効き、後続の車両はハンドルしか使用できない。
コースは全長1kmの特設コース。スタートから順に
1. 市街地コース
2. 傾斜45度の「地獄坂」
3. ヘアピンカーブ
4. 地雷エリア
5. 上り坂
6. 丸太エリア

となっており、特に市街地と地獄坂周辺では交差するようになっている。
2連結車・3連結車同士で3周勝負のレースを行い、先にゴールするか、相手車両が走行不能（故障やチェーン切断も含む）になった時点で勝利。1勝ごとに20ポイント加算。このポイントを加え獲得ポイントの多いチームが優勝となる。
当初は2連結車・3連結車の4台で5周勝負のレース（3連結車スタートの10秒後に2連結車がスタート）を行い、1位40ポイント、2位30ポイント、3位20ポイント、4位10ポイントの予定だったが、1周目地獄坂周辺で大量同時クラッシュが発生。中断し、プロレーサー4人からも危険と提言されたため、上記ルールで再レースとなった。
罰ゲーム
負けチームの中からガラポンでハズレを引いた2人が車に乗り、高さ15mから地上の車めがけて垂直落下させられる。

## 出演

### 戦闘車
浜田軍
使用する車は基本的に国産車となっている。
- 浜田雅功（ダウンタウン）

- 小沢仁志（2代目　GZG50型トヨタ・センチュリー）
- 勝俣州和（5代目　Z33型日産・フェアレディZ）
- 山本圭壱（極楽とんぼ）（トヨタ・カローラ バン）[3]
- 千原せいじ（千原兄弟）（3代目　XF30型トヨタ・セルシオ）
- 脇坂寿一（R34型日産・スカイライン[4]）
- 岩橋良昌（プラス・マイナス）（2代目　RT1型ホンダ・クロスロード（マイカー））
- 佐田正樹（バッドボーイズ）（2代目日産・ローレル 2000SGX（マイカー））
- 渚（尼神インター）（初代　Y50型日産・フーガ（マイカー））

姫
- 誠子（尼神インター）

忍者
岩橋・渚のマイカーを手に入れるため、ニセ番組でのゲストとして登場。
- 山田菜々
- 門脇佳奈子

ジュニア軍
こちらは輸入車を使用する。
- 千原ジュニア（千原兄弟）

- 武藤敬司（初代リンカーン ナビゲーター）（ボス）
- 原田龍二（初代　C5型アウディ オールロードクワトロ2.7t）
- 藤本敏史（FUJIWARA）（2代目ボルボ V70）
- 松岡充（X300系　ジャガー XJエグゼクティブ）
- 脇阪薫一（4代目　E46BMW 330i）
- 庄司智春（品川庄司）（アルファロメオ アルファGT2.0JTS　セレスピード・エクスクルーシブ）
- 板倉俊之（インパルス）（4代目　W220メルセデス・ベンツ・Sクラス）
- 南明奈（初代　R170　メルセデス・ベンツ SLK230 コンプレッサー）

### 戦闘車2
浜田軍（MAD BULLS）
- 浜田雅功（ダウンタウン）

- 千原ジュニア（千原兄弟）
- 千原せいじ（千原兄弟）
- 原田龍二
- 魔裟斗
- 篠原信一
- 松岡充
- 高岡早紀
- 鈴木亜久里
- 脇坂寿一

矢部軍（MONSTER SHEEPS）
- 矢部浩之（ナインティナイン）

- 哀川翔
- 小沢仁志
- 藤本敏史（FUJIWARA）
- 原西孝幸（FUJIWARA）
- 佐田正樹（バッドボーイズ）
- 吉村崇（平成ノブシコブシ）（1日目実施の2ゲームのみ参加）
- じゅんいちダビッドソン
- 南明奈
- 土屋圭市
- 織戸学

### ナレーション
- 立木文彦

### 実況
- 矢野武

## DVD・Blu-ray
- 戦闘車 シーズン1（よしもとミュージックエンタテインメント、2018年12月12日[5]）